# Taygetina banghaasi
Taygetina banghaasi är en fjärilsart som beskrevs av Gustav Weymer 1911. Taygetina banghaasi ingår i släktet Taygetina och familjen praktfjärilar. Inga underarter finns listade i Catalogue of Life.